# نقاشی فراطبیعی

موزه‌های نگران‌کننده اثر جورجیو دی کیریکو، ۱۹۴۷

نقاشی فراطبیعی (به انگلیسی: Metaphysical painting) یا هنر فراطبیعی سبکی از نقاشی بود که توسط هنرمندان ایتالیایی جورجو د کیریکو و کارلو کارا توسعه یافت. این جنبش در سال ۱۹۱۰ با د کیریکو آغاز شد. کارهای رؤیایی او با تضادهای شدید نور و سایه دارای کیفیتی مبهم و مرموز بود، «نقاشی چیزی که دیده نمی شود».  د کیریکو، برادر کوچکترش آلبرتو ساوینیو و کارا مدرسه و اصول آن را در سال ۱۹۱۷ تأسیس کردند. 

## توسعه

آهنگ عشق اثر جورجیو د کیریکو، ۱۹۱۴

جورجیو د کیریکو برخلاف بسیاری از هنرمندان هم‌نسل خود، نسبت به آثار سزان و دیگر مدرنیست‌های فرانسوی چندان هم‌سو نبود، اما از نقاشی‌های آرنولد بوکلین نمادگرای سوئیسی و آثار هنرمندان آلمانی مانند ماکس کلینگر الهام گرفت. نقاشی او به نام معمای یک بعد از ظهر پاییزی (حدود ۱۹۱۰) اولین اثر فراطبیعی او محسوب می‌شود. این اثر الهام از چیزی بود که د کیریکو آن را «مکاشفه» نامید که در پیاتزا سانتا کروچه در فلورانس تجربه کرد. در کارهای بعدی، تصاویر نگران‌کننده‌ای از میدان‌های متروک خلق کرد که غالباً با طاق‌هایی که به‌شدت عقب‌نشینی می‌کردند، در نوری شدید نشان داده می‌شدند. فیگورهای ریز در دوردست سایه‌های بلندی می‌انداختند، یا به جای فیگورها، مانکن‌های بی‌‌خاصیتی وجود دارد. این حالت باعث ایجاد حس دررفتگی در زمان و مکان می‌شود. 
در سال ۱۹۱۳ گیوم آپولینر برای اولین بار از اصطلاح فراطبیعی برای توصیف نقاشی‌های د کیریکو استفاده کرد.

کارلو کارا، ۱۹۱۸، بیضی مظاهر، رنگ روغن روی بوم، ۹۲x۶۰ سانتی‌متر، موزه ملی هنرهای معاصر، رم

در فوریه ۱۹۱۷ کارلو کارا، نقاش فوتوریست، با د کیریکو در فرارا ملاقات کرد. هر دو در طول جنگ جهانی اول در آن‌جا مستقر بودند. کارا گونه‌ای از سبک متافیزیکی را توسعه داد که در آن پویایی کارهای قبلی او با بی‌حرکتی جایگزین شد. این دو هنرمند برای چندین ماه در سال ۱۹۱۷ در یک بیمارستان نظامی در فرارا با هم کار کردند. به گفته مورخ هنر جنیفر موندی «کارا از تصاویر د کیریکو از مانکن‌هایی استفاده کرد که در فضاهای کلاستروفوبیک قرار می‌گرفتند، اما آثار او فاقد حس کنایه و معمای د کیریکو بود و همیشه دیدگاه درستی داشت». پس از نمایشگاهی از آثار کارا در میلان در دسامبر ۱۹۱۷، منتقدان شروع به نوشتن درباره کاررا به‌عنوان مخترع نقاشی فراطبیعی کردند که باعث ناراحتی د کیریکو شد. کارا در کتاب نقاشی فراطبیعی، کتابی که در سال ۱۹۱۹ منتشر کرد، این ایده را از بین برد و رابطه بین این دو هنرمند پایان یافت. تا سال ۱۹۱۹ هر دو هنرمند این سبک را به نفع نوکلاسیسیسم کنار گذاشتند.

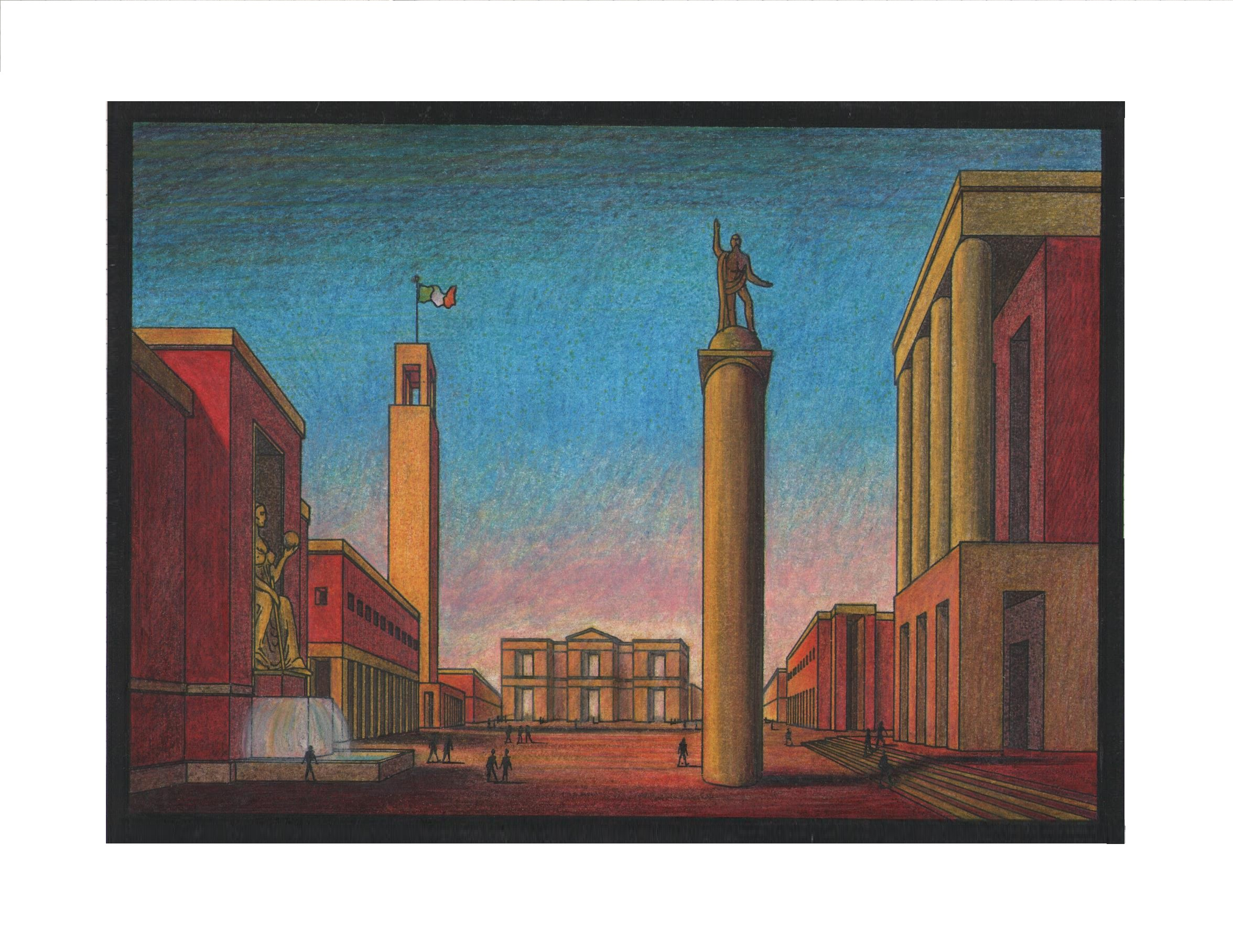
آرنولد ایرا، پیازا دیتالیا، ۱۹۳۴

نقاشان دیگری که این سبک را پذیرفتند عبارتند از جورجو موراندی در حدود ۱۹۱۷-۱۹۲۰، فیلیپو د پیسیس و ماریو سیرونی. در دهه ۱۹۲۰ و بعد از آن نقاشی فراطبیعی بر آثار فلیچه کازوراتی، ماکس ارنست و دیگران تأثیر گذاشت. نمایشگاه‌های هنر فراطبیعی در آلمان در سال‌های ۱۹۲۱ و ۱۹۲۴ الهام‌بخش استفاده از تصاویر مانکن در آثار گئورگه گروس و اسکار شلمر بود. بسیاری از نقاشی‌های رنه ماگریت، سالوادور دالی و سایر سوررئالیست‌ها از عناصر رسمی و موضوعی برگرفته از نقاشی فراطبیعی استفاده می‌کنند.